# 博罗贝尔
博罗贝尔（法語：Bosrobert，法語發音：[boʁɔbɛʁ]）是法国厄尔省的一个市镇，位于该省北部偏西，属于贝尔奈区。

## 地理
博罗贝尔（49°13'30"N, 0°45'15"E）面积9.21 平方千米，位于法国诺曼底大区厄尔省，该省份为法国北部内陆省份，北起滨海塞纳省，西接奧恩省和卡爾瓦多斯省，南至厄尔-卢瓦省，东临瓦兹省、瓦兹河谷省和伊夫林省。
与博罗贝尔接壤的市镇（或旧市镇、城区）包括：卡勒维尔、勒贝克埃卢安、马勒维尔叙勒贝克、拉讷维尔迪博斯克、圣保罗德富尔克。

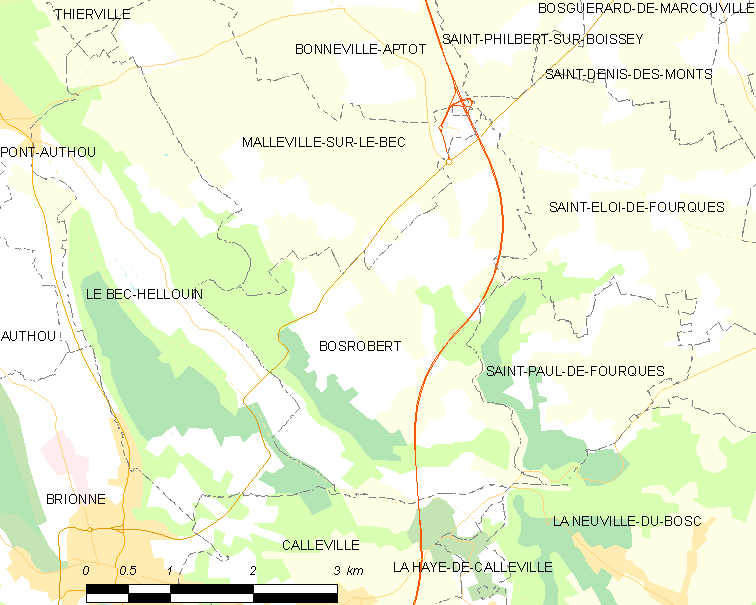
博罗贝尔的OSM定位图

博罗贝尔的时区为UTC+01:00、UTC+02:00（夏令时）。

## 行政
博罗贝尔的邮政编码为27800，INSEE市镇编码为27095。

## 政治
博罗贝尔所属的省级选区为布里奥讷县。

## 人口

1962-2008年间博罗贝尔人口变化图示

博罗贝尔于2022年1月1日时的人口数量为671人。